# Асп, Карл-Оке
Карл-Оке Асп (швед. Karl-Åke Asph; род. 2 февраля 1939 года, Авеста) — шведский лыжник, чемпион Олимпийских игр 1964 года.

## Карьера
На Олимпийских играх 1964 года в Инсбруке, завоевал золото в эстафете в которой бежал первый этап и закончил свой этап на четвёртом месте, проиграв представителям СССР, Норвегии и Финляндии, но на последующих этапах партнёры Аспа по команде вывели сборную Швеции на первое место. В остальных гонках олимпийского турнира участия не принимал.
Лучшим результатом спортсмена на чемпионатах мира, является 4-е место в эстафете на чемпионате мира-1966 в Осло.